# 足羽川

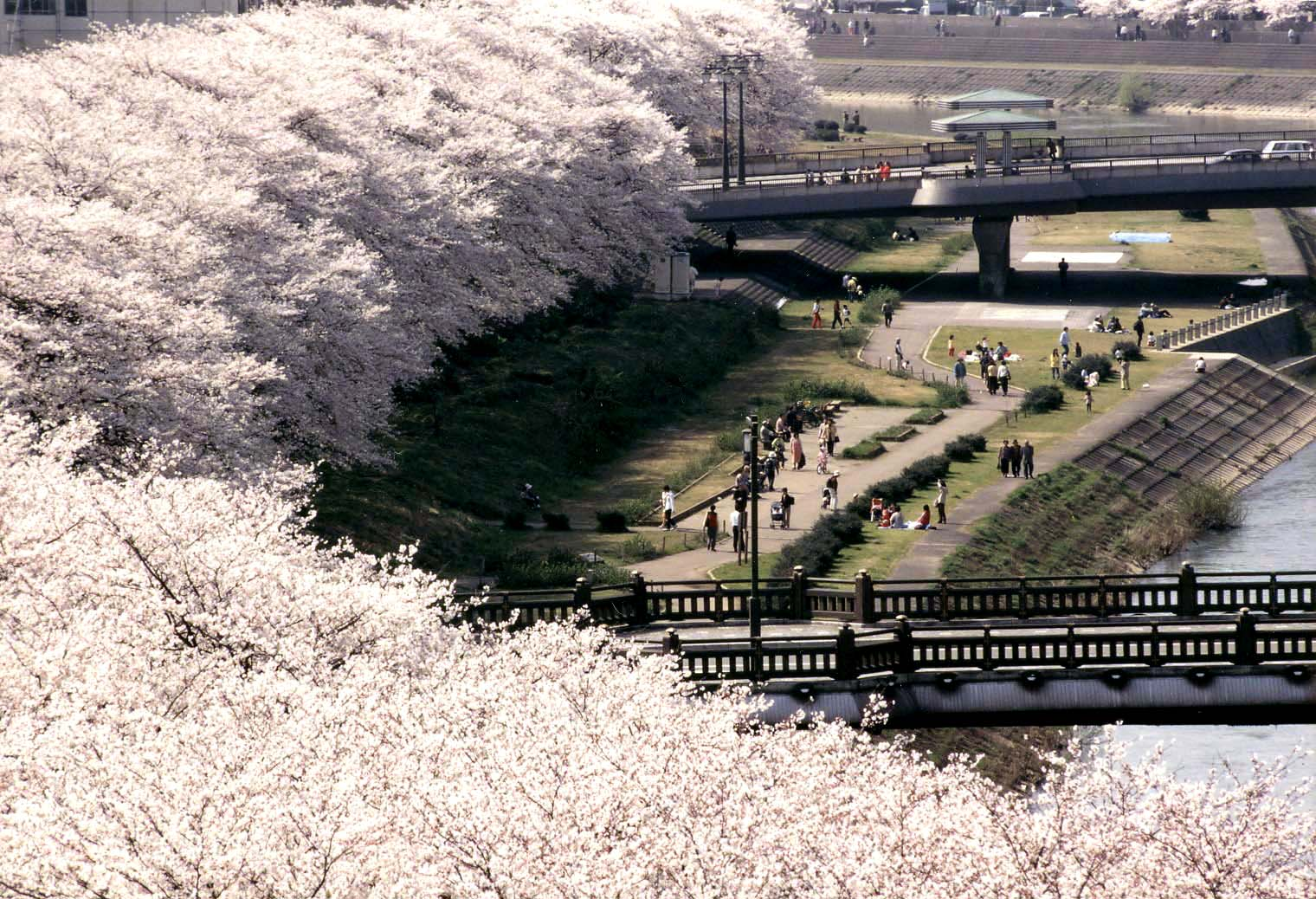
日本一の足羽川桜並木（福井市中心部）

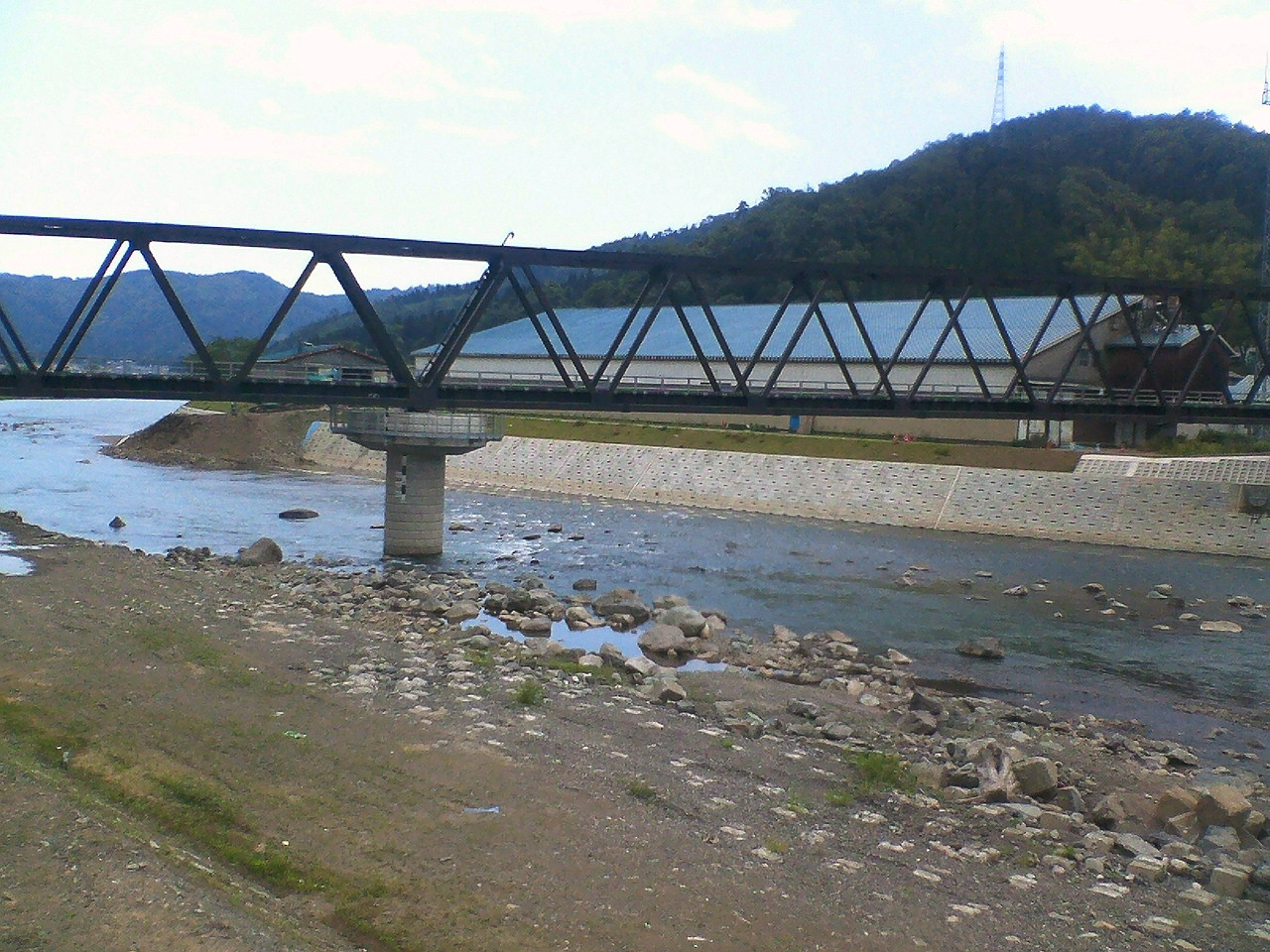
足羽川と越美北線の橋梁

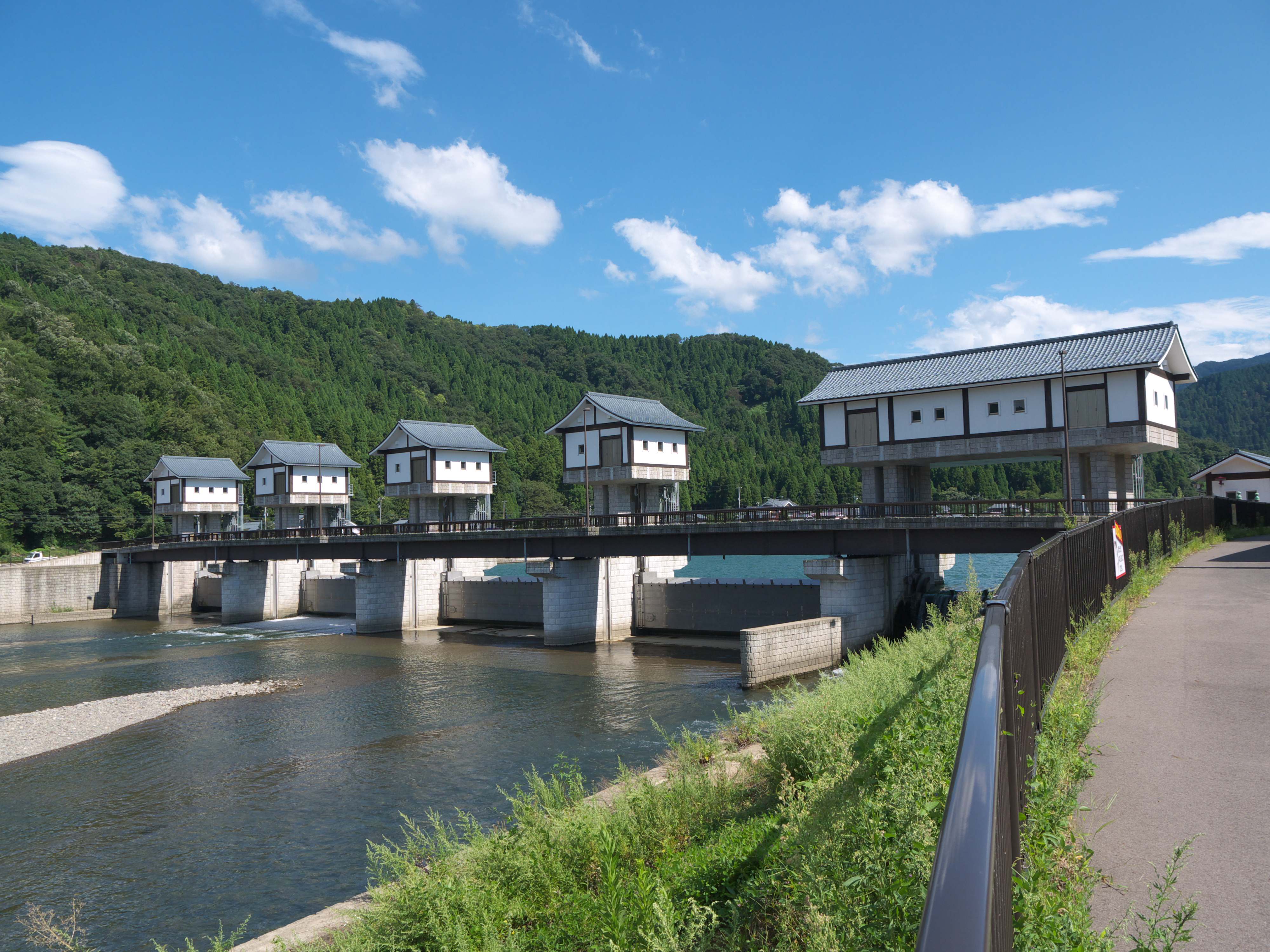
足羽川頭首工

足羽川（あすわがわ）は、福井県を流れる河川。九頭竜川水系日野川の支流である。

## 地理
福井県今立郡池田町の冠山を源に発して北流し、福井市に入ると国道158号に沿って西に向きを変える。福井市の中心部を流れ、福井市大瀬町付近で日野川に合流する。
福井市街地の堤防に並ぶ日本一の桜並木は、「さくら名所100選」にも選ばれている。また、福井市街地においては足羽川を境に左岸側を「橋南」、右岸側を「橋北」と区分することがあり、市街地を南北に貫く鉄道路線のハピラインふくい線（旧北陸本線）の東側・西側とを併せて4区分とする場合もある。
度々水害が起きているが、最近では2004年（平成16年）7月18日に梅雨前線による洪水で多大な被害を与えた。水害が起きる原因として、福井市の市街地に入ると急に川幅が狭まって蛇行すること、足羽川にかかる橋が古いために橋脚が多く、川の流れを妨げてしまうということが挙げられる。事実、2004年の水害はカーブ外側の堤防が水圧によって破堤した。
かつて日野川への合流点は約1 km上流の福井市東下野町付近であったが、1963年（昭和38年）度の足羽川放水路完工により旧川は締め切られ同市水越付近より狐川合流点（同市狐橋付近）までの河道が埋め立てられ可住地化し、渡町という新地名が与えられた。それより下流側は都市河川的な狐川へ編入となったため狐川の河川幅がここで急激に広がるが、この区間の左岸堤防にも桜並木がある。

## 流域の自治体
福井県
今立郡池田町、福井市

## 水運
戦国時代には、朝倉氏の本拠地の一乗谷
（いちじょうだに)から九頭竜川河口の三国港への水運が盛んに行われていた。江戸時代には福井の城下から三国港への水運が行われ、特に足羽山の特産である笏谷石は主に、この川運を利用し三国から移出された。

## 支流
- (池田町内) 楢股川 - 割谷川 - 魚見川 - 水海川 - 部子川(福井市内) 上味見川 - 羽生川 - 芦見川-足羽川頭首工 -  一乗谷川 - 荒川 (福井県)

## 用水
足羽川を水源とする足羽川用水は、平安時代に荘園での稲作のために開削された灌漑水路で、南北朝時代に朝倉氏によって拡張され、江戸時代に福井藩が改修し現在に至り、福井市南東部一円約800ha、別流の徳光下江用水も約400haの農地を潤している。2006年（平成18年）に疎水百選に選定され、2016年（平成28年）には国際かんがい排水委員会のかんがい施設遺産に登録された。

## 橋梁
- 上新橋（国道158号）
- 下新橋（国道158号）
- 宿布大橋（国道158号）
- 天神橋
- 稲津橋
- 足羽川橋（北陸自動車道）
- 足羽大橋（国道8号）
- 板垣橋
- 木田橋
- 泉橋
- 幸橋
- 桜橋
- 九十九橋
- 花月橋
- 新明里橋
- 水越橋
- 大瀬橋

## 福井豪雨と足羽川治水対策
2004年（平成16年）7月18日の平成16年7月福井豪雨（足羽川水害）は、特定箇所への異常集中豪雨が最大の原因であった。福井市の市街地に入ると蛇行が多くなる上に急に川幅が狭まること、市街地で橋梁が多く橋桁で水がせき止められ、仮設道路や矢板の影響も多少あって堤防からの越流に至った。堤防天端が舗装されていない越流に弱い箇所で、破堤に至った。中小河川では越流しても数時間の越流であることから、その時間だけ破堤せずに持ちこたえられるように民地側堤防ののり面を補強すること等の対策がハード面の短期的視野での治水対策として国土交通省の緊急アクションプランに挙げられた。土木学会や国土問題研究会などの足羽川豪雨調査でも、越流しても破堤しない堤防補強が対策と第一に挙げられている
これと並行して、長期的視野での治水対策としてダムによる洪水調節も再検討されるに至った。足羽川には国土交通省によって多目的ダムである足羽川ダムが1983年（昭和58年）より計画されていたが、水没世帯188戸に上るため猛烈な反対運動が起こっていた。全国でダム建設の是非を巡る論争が繰り広げられた1990年代、特に賛否が紛糾しているダムの1つとして足羽川ダムは「足羽川ダム建設事業審査委員会」や「九頭竜川流域委員会」といった外部識者による諮問機関にその建設の可否を探らせた。結果『現行のダム計画は住民の犠牲が大きく、容認出来ない』との理由で1995年（平成7年）凍結された。この間国土交通省は「九頭竜川流域委員会」や福井市等の足羽川流域自治体等にダムの代替案を提示し、様々な選択肢での治水対策を検討していたがその矢先に平成16年7月福井豪雨が発生した。
足羽川は福井市内を貫流している事から、堤防補強が第1の対策として挙げられているものの実際には鉄道・橋梁の架け替えや多大な住居移転が伴う為に補償額は莫大なものになる事が既に足羽川ダム代替案で示されていた。この為支流の部子川に高さ130.0m、総貯水容量70,000,000tの治水ダムを建設する計画を国土交通省は示した。これが新・足羽川ダム計画であり普段は貯水せず洪水時には足羽川等から導水し洪水を貯留する事で洪水調節を行おうとしている。国土交通省試算では、堤防補強や放水路・遊水地よりもコストを圧縮出来るとして福井県や福井市、流域住民等に理解を求めた。一方、元来ダム事業等の公共事業に批判的な日本共産党の県議等で作る「国土問題研究会」は足羽川ダム計画に対し『十分議論されていない内に、集水面積が極めて小さくなり効果が疑問視され、その上建設費が高くなったダムでの対応を進めようとしている』としてダム建設には反対の姿勢を見せている。
福井豪雨においては、同じ九頭竜川支流の真名川において足羽川流域を上回る豪雨となったが、真名川ダムや笹生川ダムといった多目的ダムの洪水調節によって下流の大野市等では堤防越流や決壊による浸水被害が殆ど見られなかったという事実もある。豪雨被害の当事者である福井市や流域の住民は概ねダム建設に理解を示していると言われ、2006年（平成18年）1月に国土交通省はダム建設計画を正式に発表。福井県や福井市もこれを認める方針を出した。しかしながら一部からはダムという選択肢自体を認めない姿勢を持つ意見もある事から、流域に全く関係ないダム反対活動家等が参加し紛糾する事が予想される。こうした治水計画において大事なのは、観念論を排除し総ての選択肢をオープンに議論する事であり、密室での議論や感情論は排さなければならない事であると言われている。

### ギャラリー

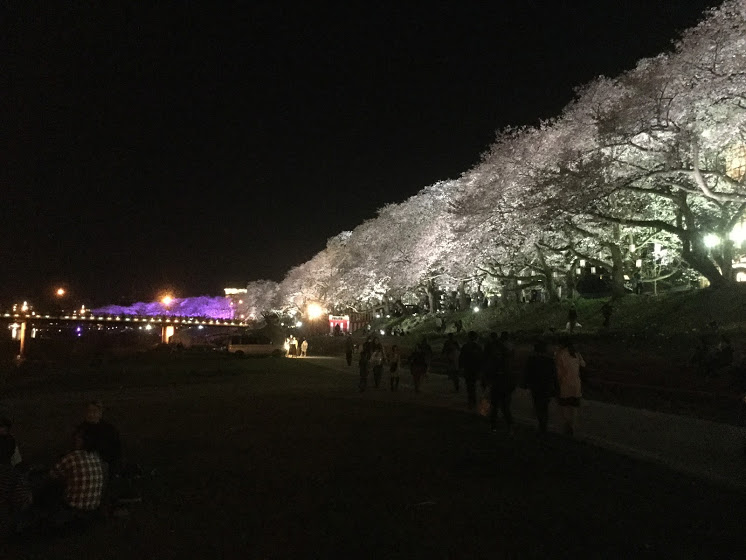
夜桜 足羽川 福井市
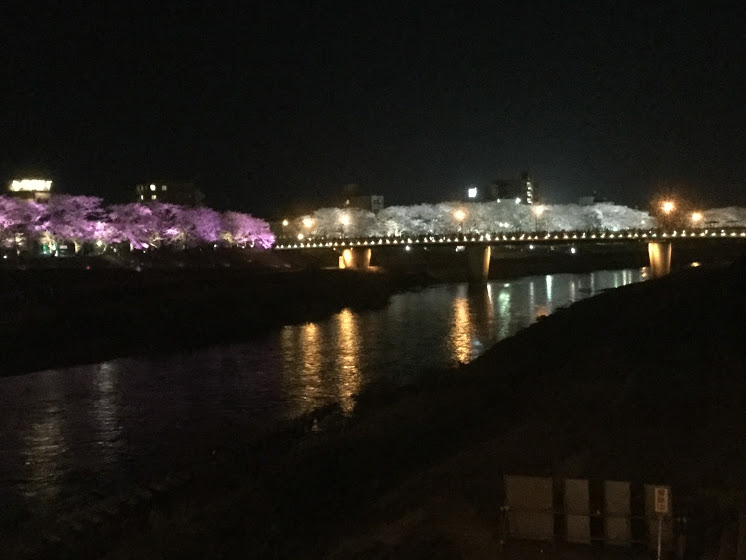
夜桜 足羽川 福井市02
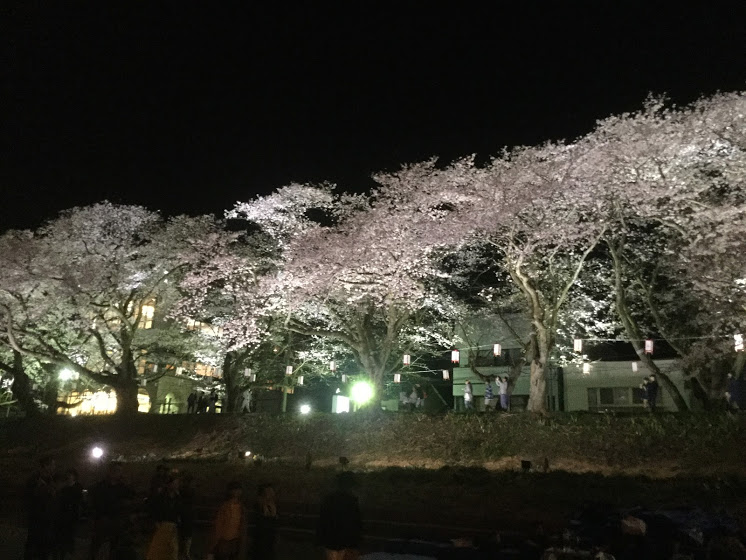
夜桜 足羽川 福井市03
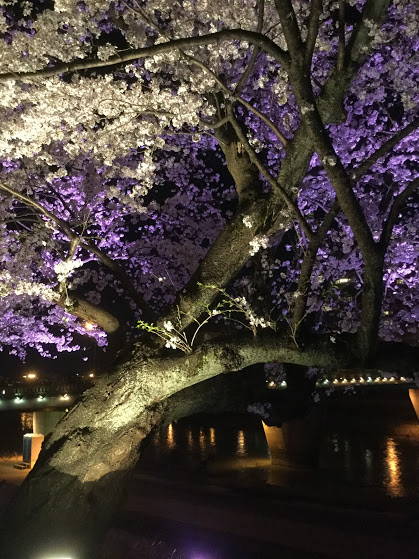
夜桜 足羽川 福井市04

## 桜堤の再生
福井市の足羽川の桜は、明治39年に福井市内で足羽川北岸の石垣工事が竣工した際、南岸堤防に桜・楓千本を植えたものと、昭和27年（1952年）戦災復興の記念としてに青年グループが土手の両サイドに植えた桜である。土手そのものはソメイヨシノの並木で樹齢は60年以上になるが桜が老いているうえに堤防が2004年福井豪雨の被害で崩れ、洪水で激特事業が適用されるほど荒れた状態になる。さくら百選で観光客が来る名所で、地元福井市には他に名所がないため、県と国の事業である激特に消極的もしくは反対であったが、ソメイヨシノはもう10年ほどしか持たない老木であることに加えて、元来クローンであるソメイヨシノだけで覆われている桜の名所では生態学的にも問題があると判断され、一斉老化のソメイヨシノだけの植栽を、本多静六の手による明治神宮の森をモデルに、多様性植栽にきり変えていく、堤体の幅員を増しそこに多種類の桜を入れ、樹齢についてもさまざまな組み合わせで植樹計画を策定。こうして既存の桜は間もなく寿命が来るがそのうち丈夫なものは残すことにしている。もともとは伐採の了解を得るために提案しているが新しい時代の永遠に持続可能な桜の名所づくりをテーマに、既存の元気な桜は移植し、新しく広げた堤部分に新しく20種類以上の桜を植える。また一つ一本の桜の高さを変えている。多くの桜の名所の問題は同齢の苗木を一気に植えることで、生態学的にはいろいろな種類と、いろいろな高さが混ざって持続的に安定する多様性と多層性が基本とみていた。こうして桜は地元協議会と専門家を交えて検討し、山桜特に毛虫がつきにくいなど、川裏に多種多様な樹種の桜を植えるが、環境の合わない一部の桜は弱っている。このほか、伐採した樹木や枝は引き取り手を募集、利用計画や覚書などを交わして、有効利用してもらったという。